# Bitva u Fontenay-le-Comte
Bitva u Fontenay-le-Comte byla jednou z bitev francouzských revolučních válek, konkrétně vzpoury ve Vendée. Bitva se odehrála 25. května 1793 mezi francouzskou republikánskou armádou vedenou generálem Alexisem Chalbosem a royalisty vedenými markýzem de Lescure u Fontenay-le-Comte ve Vendée. Skončila vítězstvím royalistů.